# Reduktivní aminace
Reduktivní aminace je organická reakce, druh aminace, při které dochází k přeměně karbonylové skupiny ketonu nebo aldehydu na aminovou přes iminový meziprodukt. Jedná se o nejvýznamnější způsob výroby aminů, získává se takto například většina aminů používaných na výrobu léčiv.

## Průběh reakce
Reduktivní aminace začíná reakcí aminu s karbonylovou skupinou za tvorby poloaminalu, který následně odštěpí jednu molekulu vody zvratnou alkylimino-de-oxo-bisubstitucí, čímž vznikne imin. Rovnováhu mezi karbonylovou sloučeninou a iminem lze posunout ve prospěch iminu odstraňováním vznikající vody fyzikálními nebo chemickými postupy. Imin může být izolován a následně vhodným redukčním činidlem, například tetrahydridoboritanem sodným, redukován na amin. Tento postup se označuje jako nepřímá reduktivní aminace.
Tvorba iminu a jeho redukce mohou také probíhat ve stejné nádobě; tento postup se nazývá přímá reduktivní aminace. Používají se při něm redukční činidla, která snadněji reagují s protonovanými iminy než s aldehydy či ketony. Také musí být použitelné v mírně kyselém prostředí. Nejčastěji se používají kyanohydridoboritan sodný (NaBH3CN) a triacetoxyhydridoboritan sodný (NaBH(OCOCH3)3). Reakci lze provést ve vodném roztoku, což vyvolává pochyby o nutnosti tvorby iminu. Předpokládá se, že i tato varianta reduktivní aminace probíhá přes poloaminalové meziprodukty.

## Obměny reduktivní aminace a podobné reakce
Reduktivní aminaci se podobá Eschweilerova–Clarkeova reakce, při které dochází k methylaci aminů za vzniku terciárních aminů a Leuckartova–Wallachova reakce. Podobné reduktivní aminaci jsou také Mannichova reakce a Petasisova reakce.
Dalším příkladem je Mignonacova reakce, popsaná roku 1921, při které reagují ketony s amoniakem za přítomnosti katalyzátoru obsahujícího nikl; příkladem je příprava 1-fenylethylaminu z acetofenonu:
V současnosti se reduktivní aminace provádějí pomocí kyselino-kovových katalyzátorů, které zprostředkovávají přenos hydridových skupin. Při většině studií zaměřených na tyto reakce se ukázala jejich vysoká výtěžnost.
Průmyslová výroba terciárních aminů, jako jsou triethylamin a diisopropylethylamin, se provádí přímou reakcí ketonů se směsí amoniaku a vodíku za přítomnosti vhodného katalyzátoru.

## Biochemie
Při biosyntéze řady α-aminokyselin dochází k reduktivní aminaci α-ketokyseliny, obvykle pomocí enzymu patřícího mezi transaminázy. Katalyzátorem bývá pyridoxaminfosfát, který se po skončení redakce přeměňuje na pyridoxalfosfát. V prvním kroku zde dochází k tvorbě iminu, ovšem hydridy jsou nahrazeny redukovaným pyridinem a vzniká aldimin, který se hydrolyzuje na amin. Souhrnná rovnice vypadá takto:
HO2CC(O)R → HO2CC(=NCH2–X)R → HO2CCH(N=CH–X)R → HO2CCH(NH2)R.